# غسول الفم
غسول الفم هو سائل يُحفظ في الفم بدون مضمضة أو يتحرك حول الفم بتقليص العضلات المحيطة أو حركة الرأس، وقد يُغرغر، أي يميل الرأس للخلف ويظهر الفقاقيع في الجزء الخلفي من الفم.
عادة ما تكون غسولات الفم محاليل مطهرة تهدف إلى تقليل الحمل الجرثومي في تجويف الفم، على الرغم من أنه قد تُعطى غسولات الفم الأخرى لأسباب أخرى مثل عملها المسكن أو المضاد للالتهابات أو الفطريات.بالإضافة إلى ذلك، تعمل بعض الشطف كبديل لعاب لتحييد الحمض والحفاظ على رطوبة الفم في جفاف الفم. تقوم أدوات التجميل الفموية بالتحكم مؤقتًا في التنفس أو تقليله، وتترك الفم بطعم لطيف.

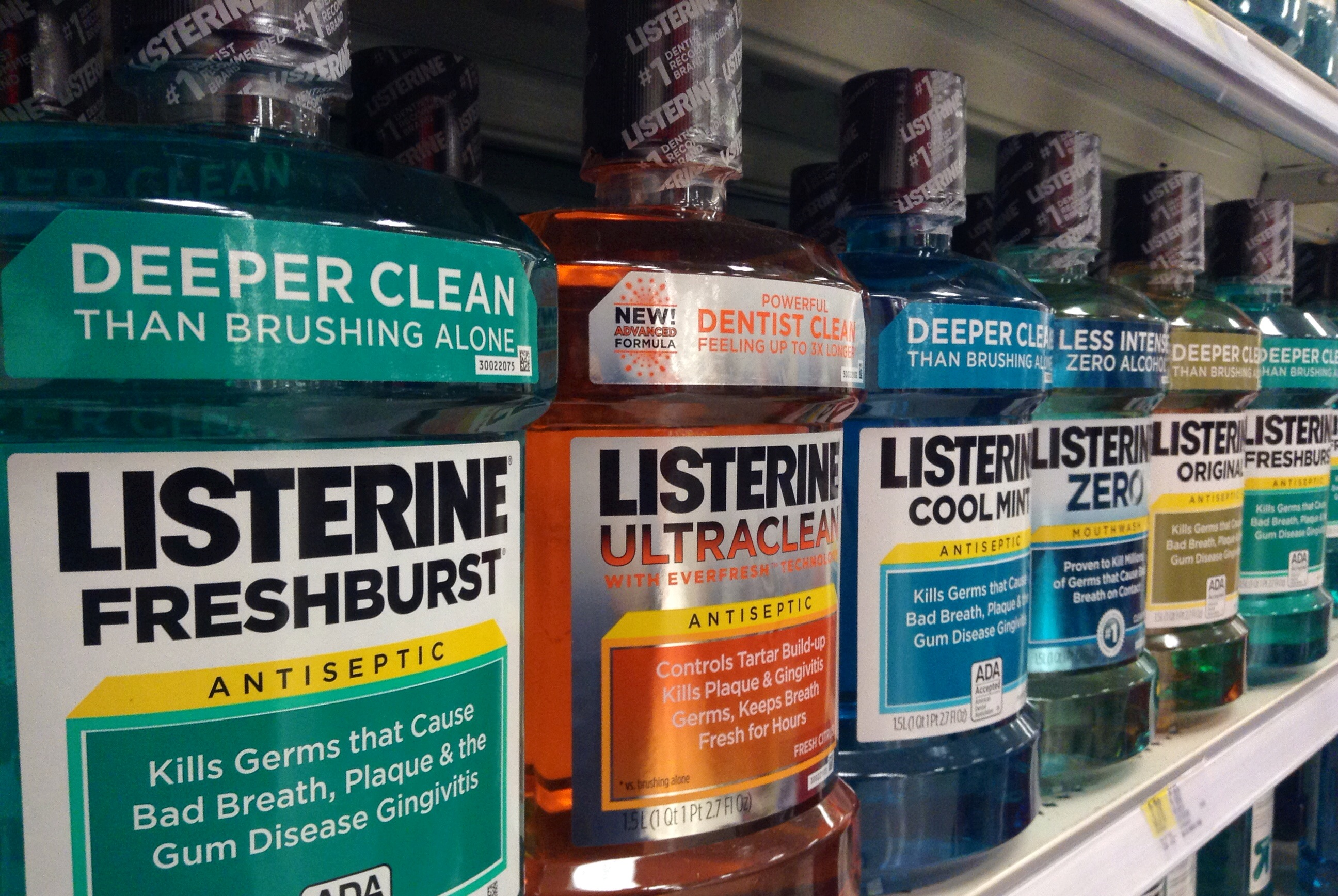
.مجموعة من غسولات الفم ليسترين. كل نوع يتميز بواصفات تختلف عن الآخر.

الشطف بالماء أو غسول الفم بعد التنظيف بمعجون أسنان بالفلوريد يمكن أن يقلل من توافر الفلوريد اللعابي. هذا يمكن أن يقلل من إعادة تجويف إعادة التمعدن والآثار المضادة للبكتيريا من الفلوريد. غسول الفم المفلور قد يقلل من هذا التأثير أو في تركيزات عالية يزيد من الفلوريد المتاحة. ووجدت مجموعة من الخبراء الذين ناقشوا الشطف بالفرشاة في عام 2012 أنه على الرغم من وجود إرشادات واضحة مقدمة في العديد من منشورات نصيحة الصحة العامة «للبصق، وتجنب الشطف بالماء / الشطف المفرط بالماء» فقد اعتقدوا أنه كان هناك عدد محدود قاعدة الأدلة لأفضل الممارسات.

## الاستخدام
الاستخدام الشائع ينطوي على شطف الفم مع حوالي 20-50 مل (2/3 أوقية فلوريد) من غسول الفم. عادة ما يُغسل به الفم مدة نصف دقيقة تقريبًا ثم بصقه. تقترح معظم الشركات عدم شرب الماء مباشرة بعد استخدام غسول الفم. في بعض العلامات التجارية، تكون المستخرج مصبوع، بحيث يمكن للمرء رؤية البكتيريا والحطام.لا ينبغي أن تستخدم غسول الفم مباشرة بعد تنظيف الأسنان بالفرشاة حتى لا تغسل بقايا الفلوريد المفيدة المتبقية من معجون الأسنان. وبالمثل، لا ينبغي شطف الفم بالماء بعد تنظيف الأسنان بالفرشاة. قيل للمرضى «ابصق ولا تشطف» بعد تنظيف الأسنان كجزء من حملة الخدمة الصحية الوطنية في المملكة المتحدة. الغرغرة هي المكان الذي يميل فيه الرأس إلى الخلف، مما يسمح لغسول الفم بالإستقرار في الجزء الخلفي من الفم أثناء الزفير، مما يسبب السائل في الفقاعة. تمارس الغرغرة في اليابان للوقاية من العدوى الفيروسية. طريقة واحدة شائعة الاستخدام مع الحقن أو الشاي. في بعض الثقافات، يُغرغر به على انفراد، عادة في الحمام عند الحوض حتى يمكن شطف السائل.

## الفوائد والآثار الجانبية
الاستخدام الأكثر شيوعًا لغسول الفم هو المطهرات التجارية، والتي تستخدم في المنزل كجزء من روتين النظافة الفموية. من أمثلة شركات غسولات الفم التجارية Cēpacol وColgate وCorsodyl وDentyl pH وListerine وOdol وOral-B وSarakan وScope وTantum verde Biotene. يجمع غسول الفم بين المكونات لعلاج مجموعة متنوعة من حالات الفم. الاختلافات شائعة، وغسول الفم ليس له تركيبة قياسية، لذا فإن إستخدامه والتوصية ينطويان على مخاوف بشأن سلامة المرضى. توضح بعض الشركات المصنعة لغسول الفم أن شطف الفم المطهّر والمضاد للتسوس يقتل التسوس البكتيري الذي يسبب تسوس الأسنان والتهاب اللثة وسوء التنفس. ومع ذلك، من المتفق عليه عمومًا أن استخدام غسول الفم لا يلغي الحاجة إلى كل من تنظيف الأسنان بالفرشاة والخيط. تؤكد الرابطة الأمريكية لطب الأسنان أن الفرشاة المنتظمة والخيط السليم كافية في معظم الحالات، بالإضافة إلى فحوصات الأسنان المنتظمة، رغم أنها توافق على العديد من غسولات الفم.
بالنسبة للعديد من المرضى، قد تكون الطرق الميكانيكية مملة وتستغرق وقتًا إضافيًا، بالإضافة إلى أن بعض الحالات المحلية قد تجعلها صعبة للغاية. يمكن أن يكون للعوامل العلاجية الكيميائية، بما في ذلك غسول الأسنان، دور رئيسي كعنصر مساعد للرعاية المنزلية اليومية، ومنع ومراقبة التسوس الفوقي للالتهاب والتهاب اللثة ومكورات الفم الفموية. الآثار الجانبية البسيطة والعابرة لغسولات الفم شائعة جدًا، مثل اضطراب الذوق، وتلطيخ الأسنان، والإحساس بالفم الجاف، وما إلى ذلك. قد تؤدي غسولات الفم التي تحتوي على الكحول إلى زيادة جفاف الفم ورائحة الفم الكريهة نظرًا لأنه يجف الفم. قد تحدث في بعض الأحيان وجع، تقرح واحمرار (مثل التهاب الفم القلاعي، التهاب الفم التماسي) إذا كان الشخص حساسًا أو حساسًا لمكونات غسول الفم مثل المواد الحافظة والتلوين والنكهات والعطور. قد يُقلل هذه الآثار أو القضاء عليها بتخفيف غسول الفم بالماء، أو باستخدام غسول فم مختلف (مثل الماء المالح)، أو التخلي عن غسول الفم تمامًا.
تستخدم غسولات الفم الموصوفة قبل إجراءات جراحة الفم وبعدها مثل قلع الأسنان أو لعلاج الألم المصاحب لالتهاب الغشاء المخاطي الناجم عن العلاج الإشعاعي أو العلاج الكيميائي. كما أنها توصف للقرحة القلاعية، وقرحة الفم الأخرى، وآلام الفم الأخرى.غسولات الفم السحرية غسولات فم وصفة طبية مركبة في صيدلية من قائمة المكونات المحددة من قبل الطبيب. على الرغم من عدم وجود أدلة على أن غسولات الفم وصفة طبية أكثر فعالية في تقليل آلام الآفات الفموية، يواصل العديد من المرضى والوصفات الطبية استخدامها. كانت هناك دراسة واحدة فقط تسيطر عليها لتقييم فعالية غسول الفم السحري.
لا يظهر أي اختلاف في الفعالية بين أكثر أنواع الصياغة شيوعًا وغسولات الفم التجارية مثل الكلورهكسيدين أو محلول صودا ملحي/ مخبوز. تشير الإرشادات الحالية إلى أن المحلول الملحي فعال بنفس فعالية غسول الفم السحري في تخفيف الآلام أو تقصير وقت الشفاء من التهاب الغشاء المخاطي الفموي من علاجات السرطان.

## التاريخ

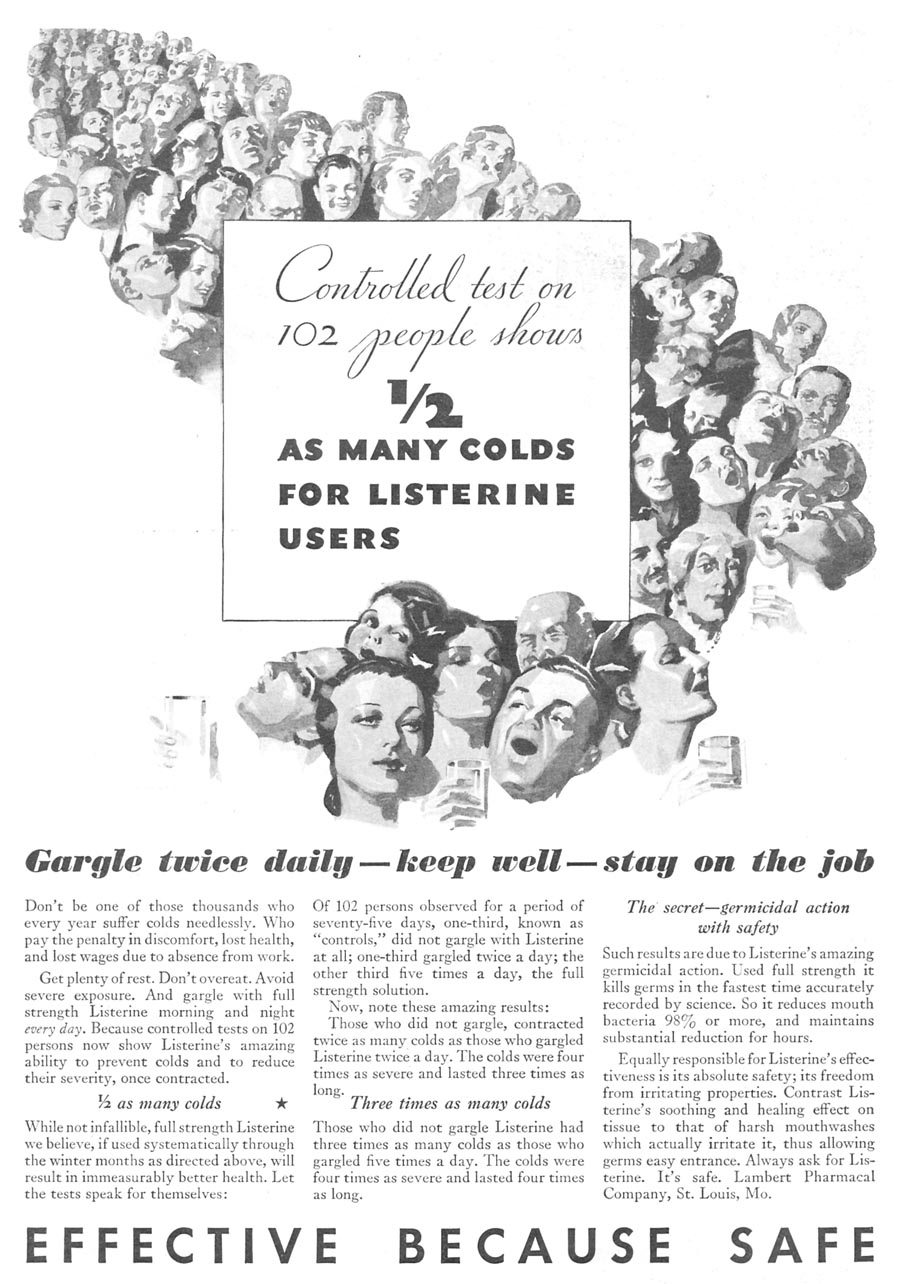
إعلان ليسترين،1932.

الإشارات الأولى المعروفة لشطف الفم هي الأيورفيدا لعلاج التهاب اللثة. فيما بعد، في الفترتين اليونانية والرومانية، أصبحت شطف الفم بعد التطهير الميكانيكي شائعًا بين الطبقات العليا، وأوصى أبقراط بمزيج من الملح والشب والخل. يشير التلمود اليهودي، الذي يرجع تاريخه إلى حوالي 1800 عام، إلى علاج لأمراض اللثة التي تحتوي على «ماء العجين» وزيت الزيتون.
قبل أن يأتي الأوروبيون إلى الأمريكتين، استخدمت ثقافات أمريكا الشمالية الأصلية وأمريكا الوسطى غسولات الفم، التي غالبًا ما تكون مصنوعة من نباتات مثل قبطيس كوبوليفيا .في الواقع، كان طب الأسنان الأزتيك أكثر تقدماً من طب الأسنان الأوروبي في العصر. استخدمت شعوب الأمريكتين غسول الفم بالماء المالح للحنجرة الحلقية، وغسولات الفم الأخرى لمشاكل مثل تسنين الفم وقرحة الفم.
اكتشف أنطون فان ليوينهوك، عالم المجهر الشهير في القرن السابع عشر، الكائنات الحية في رواسب على الأسنان (ما نسميه الآن لوحة الأسنان). وجد أيضًا كائنات حية في المياه من القناة المجاورة لمنزله في دلفت. جرب عينات من خلال إضافة الخل أو البراندي ووجد أن هذا أدى إلى الشلل الفوري أو قتل الكائنات الحية العالقة في الماء. بعد ذلك حاول شطف فم نفسه وشخص آخر بغسول للفم يحتوي على الخل أو البراندي ووجد أن الكائنات الحية ظلت في لوحة الأسنان. وخلص - بشكل صحيح - إلى أن غسول الفم إما لم يصل، أو لم يكن موجودًا لفترة كافية، لقتل الكائنات التسوس.في عام 1892، ابتكر الألماني ريتشارد سيفرت منتج غسول الفم Odol، والذي أنتجه مؤسس الشركة كارل أوجست لينجنر (1861-1916) في درسدن.
ظل هذا هو الوضع حتى أواخر الستينيات عندما أثبت هارالد لوي (في ذلك الوقت أستاذ في الكلية الملكية لطب الأسنان في آرهوس، الدنمارك) أن مركبا لكلورهيكسيدين يمكن أن يمنع التراكم علي الأسنان. سبب فعالية الكلورهيكسيدين هو أنه يلتصق بقوة بالأسطح الموجودة في الفم، وبالتالي يبقى موجودًا في تركيزات فعالة لعدة ساعات.
منذ ذلك الحين، كان الاهتمام التجاري بغسولات الفم شديدًا، حيث تدعي العديد من المنتجات الحديثة فعاليتها في الحد من التراكم علعي الأسنان وشدة التهاب اللثة، بالإضافة إلى مكافحة رائحة الفم الكريهة. تهدف العديد من هذه الحلول للسيطرة على البكتيريا اللاهوائية المركبة (VSC) التي تسبب البكتيريا التي تعيش في الفم وتفرز المواد التي تؤدي إلى رائحة الفم الكريهة وطعم الفم غير السار. على سبيل المثال، نما عدد متغيرات غسول الفم في الولايات المتحدة الأمريكية من 15 (1970) إلى 66 (1998) إلى 113 (2012).

## البحوث
تشير الأبحاث في مجال الميكروبات إلى أن مجموعة محدودة فقط من الميكروبات تتسبب في تسوس الأسنان، مع كون معظم البكتيريا الموجودة في فم الإنسان غير ضارة. أدى تركيز الانتباه على البكتيريا المسببة للتجويف مثل العقدية الطافرة إلى إجراء أبحاث في علاجات جديدة لغسول الفم تمنع هذه البكتيريا من النمو في البداية. في حين يجب استخدام علاجات غسول الفم الحالية بدرجة من التردد لمنع هذه البكتيريا من النمو، يمكن أن توفر العلاجات المستقبلية حلاً طويل الأمد وقابل للتطبيق.

## المكونات

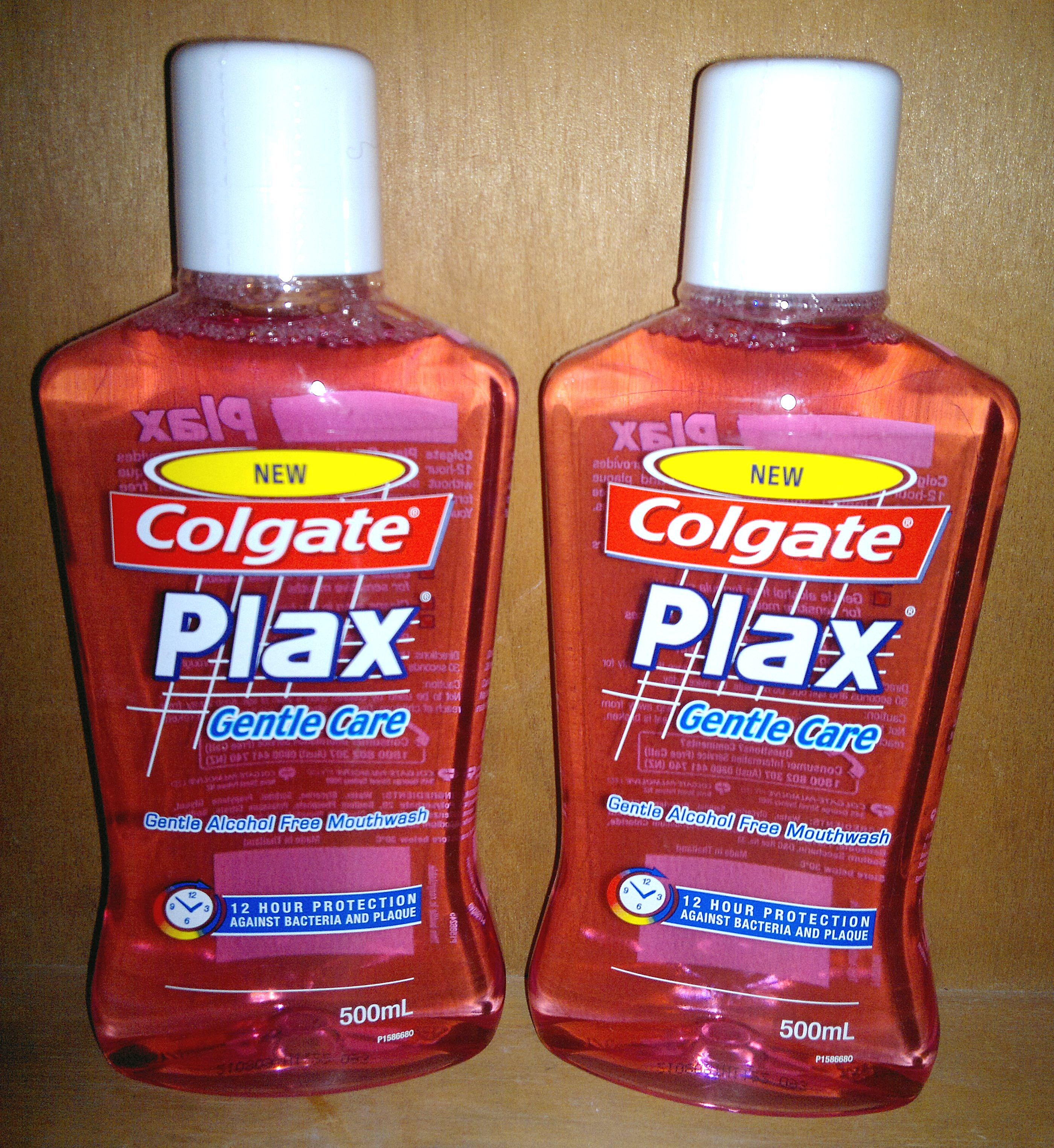
غسول فم خالي من الكحول من شركة كولجيت.

يضاف الكحول لغسول الفم ليس لتدمير البكتيريا ولكن ليكون بمثابة وكيل الناقل للمكونات النشطة الأساسية مثل المنثول، الأوكالبتول والثيمول التي تساعد على اختراق التسوس. في بعض الأحيان تُضاف كمية كبيرة من الكحول (تصل إلى 27 ٪ حجم)، باعتبارها الناقل للنكهة، لتوفير «لدغة». بسبب محتوى الكحول، من الممكن فشل اختبار الكحول بعد الشطف على الرغم من أن مستويات الكحول في التنفس تعود إلى طبيعتها بعد 10 دقائق. بالإضافة إلى ذلك، الكحول هو عامل تجفيف، والذي يشجع النشاط البكتيري في الفم، ويطلق المزيد من مركبات الكبريت المتطايرة الخبيثة. لذلك، قد يؤدي غسول الفم المحتوي على الكحول إلى تفاقم رائحة الفم الكريهة مؤقتًا لدى أولئك الذين لديهم بالفعل، أو قد يكون السبب الوحيد لرائحة الفم الكريهة في الأفراد الآخرين.

من المفترض أن تكون غسولات الفم التي تعمل بالكحول بمثابة مادة مسرطنة (مسببة للسرطان). عموما، لا يوجد إجماع علمي حول هذا الموضوع.ذكرت مراجعة واحدة:
هناك الآن أدلة كافية لقبول الافتراض بأن الإصابة بسرطان الفم يزداد أو تسهم في وجوده استخدام غسولات الفم التي تحتوي على الكحول. في حين أن العديد من هذه المنتجات قد ثبت أنها فعالة في اختراق الأغشية الحيوية الميكروبية في الفم في المختبر والحد من الحمل البكتيري الفم، سيكون من الحكمة تقييد استخدامها على الحالات العلاجية قصيرة الأجل إذا لزم الأمر. ربما يكون استخدام غسولات الفم التي لا تحتوي على الكحول فعالاً بنفس القدر. علاوة على ذلك، يجب أن يصف طبيب الفم أطباء الأسنان، مثل أي دواء آخر. قد يكون هناك سبب لاستخدام الفم التي تحتوي على الكحول، ولكن فقط لحالة معينة ولفترة محدودة ومراقبة من الوقت. على هذا النحو، ينبغي تزويد المرضى بتعليمات مكتوبة لإستخدام غسول الفم، ويجب أن يقتصر استخدام غسول الفم على البالغين لفترات قصيرة ولأسباب محددة محددة بوضوح. من رأي المؤلفين أنه في ضوء الأدلة المتوفرة حاليًا على ارتباط غسولات الفم المحتوية على الكحول مع تطور سرطان الفم، سيكون من غير المستصوب أن يوصي اختصاصيو الرعاية الصحية الفم بالإستخدام طويل الأمد للكحول غسولات الفم. 
ويذكر الباحثون أنفسهم أيضًا أن خطر الإصابة بسرطان الفم يرتفع تقريبًا خمس مرات لمستخدمي غسول الفم المحتوي على الكحول والذين لا يدخنون أو يشربون (مع زيادة في معدل الإصابة بأولئك الذين يدخنون).بالإضافة إلى ذلك، سلط المؤلفون الضوء على الآثار الجانبية للعديد من غسولات الفم السائدة التي شملت تآكل الأسنان والتسمم العرضي للأطفال. نالت المراجعة اهتمام وسائل الإعلام وآراء متضاربة من باحثين آخرين. وقد عارضت Yinka Ebo م أبحاث السرطان في المملكة المتحدة، وخلصت إلى أنه «لا يوجد دليل كافٍ يشير إلى أن استخدام غسول الفم الذي يحتوي على الكحول سيزيد من خطر الإصابة بسرطان الفم». الدراسات التي أجريت في عام 1985،1995، 2003، و 2012 لم تدعم وجود علاقة بين شطف الفم المحتوي على الكحول وسرطان الفم. ودعا أندرو بنمان، الرئيس التنفيذي لمجلس السرطان في نيو ساوث ويلز، إلى إجراء مزيد من البحوث في هذا الشأن. في آذار / مارس 2009، قالت الجمعية الأمريكية لطب الأسنان «الأدلة المتوفرة لا تدعم وجود صلة بين سرطان الفم والفم الذي يحتوي على الكحول». العديد من العلامات التجارية الحديثة لغسولات الفم خالية من الكحول، ليس فقط استجابة لمخاوف المستهلكين بشأن سرطان الفم، ولكن أيضًا لتلبية احتياجات الجماعات الدينية التي تمتنع عن استهلاك الكحول.

### (المسكنات)
في الحالات الفموية المؤلمة مثل التهاب الفم القلاعي، تستخدم أحيانًا أفواه المسكنات (مثل غسول الفم بنزدمين) لتخفيف الألم، وتستخدم عادة قبل وجبات الطعام للحد من الانزعاج أثناء تناول الطعام.

### بيتاميثازون
يستخدم البيتاميثازون أحيانًا كغسول فموي مضاد للالتهابات، كورتيكوستيرويد. يمكن استخدامه للحالات الالتهابية الشديدة في الغشاء المخاطي للفم مثل الأشكال الشديدة من التهاب الفم القلاعي.

### (مطهر، مضاد للعرق)
يستخدم
كلوريد السيتيل بيريدين المحتوي على غسول الفم (مثل 0.05٪) في بعض غسولات الفم المتخصصة لرائحة الفم الكريهة. غسول الفم كلوريد السيتيل بيريدين له تأثير مضاد للتسوس أقل من الكلورهيكسيدين وقد يسبب تلطيخ الأسنان، أو في بعض الأحيان إحساس أو تقرح في الفم.